# Farhad Daftary
Farhad Daftary (1938 –) iráni származású belga orientalista, történész, publicista. A brit Institute of Ismaili Studies Department of Academic Research and Publications részlegének vezetője.

## Pályafutása
PhD-jét 1971-ben szerezte meg a University of California tanulójaként. Az Encyclopædia Iranica társszerkesztője W. Madelung mellett, továbbá az Ismaili Heritage Series, és az Ismaili Texts and Translations Series főszerkesztője.

## Válogatott művei

### Saját könyvek
- Daftary, Farhad (1992), The Isma'ilis: Their History and Doctrines, Cambridge University Press, ISBN 978-0-521-42974-0, <https://books.google.com/books?id=cSO9zh61AGEC&printsec=frontcover>
- Daftary, Farhad (1994), The Assassin Legends: Myths of the Ismaʻilis, I.B. Tauris, ISBN 978-1-85043-705-5, <https://books.google.com/books?id=V2PisfCC7gkC&printsec=frontcover>
- Daftary, Farhad (1998), A short history of the Ismailis, Edinburgh University Press, ISBN 978-0-7486-0687-0, <https://books.google.com/books?id=31nuCZESLe0C&printsec=frontcover>
- Daftary, Farhad (2004), Ismaili literature, I.B.Tauris, ISBN 978-1-85043-439-9, <https://books.google.com/books?id=snchIYFE9D0C&printsec=frontcover>
- Daftary, Farhad (2005), Ismailis in medieval Muslim societies, I.B.Tauris, ISBN 978-1-84511-091-8, <https://books.google.com/books?id=Kd-i3bKZeVUC&printsec=frontcover>
- Daftary, Farhad & Hirji, Zulfikar (2008), The Ismailis: An Illustrated History, Azimuth Editions, ISBN 978-1-898592-26-6

### Szerkesztett könyvek
- Daftary, Farhad, ed. (2001), Intellectual Traditions in Islam, I.B. Tauris, ISBN 978-1-86064-760-4, <https://books.google.com/books?id=uEAly4v3rK0C&printsec=frontcover>
- Daftary, Farhad, ed. (2001), Mediaeval Isma'ili History and Thought, Cambridge University Press, ISBN 978-0-521-00310-0, <https://books.google.com/books?id=8eebGQXgPcQC&printsec=frontcover>
- Daftary, Farhad & Meri, Josef, eds. (2003), Culture and memory in medieval Islam: essays in honour of Wilferd Madelung, I.B. Tauris, ISBN 978-1-86064-859-5, <https://books.google.com/books?id=YxqxdJGMkx8C&printsec=frontcover>
- Daftary, Farhad; Fernea, Elizabeth & Nanji, Azim, eds. (2010), Living in Historic Cairo: Past and Present in an Islamic City, University of Washington Press, ISBN 978-1-898592-28-0
- Daftary, Farhad, ed. (2011), A Modern History of the Ismailis: Continuity and Change in a Muslim Community, I.B. Tauris, ISBN 978-1-84511-717-7, <https://books.google.com/books?id=1mGJDwAAQBAJ&printsec=frontcover>

### Magyarul
- Aszaszin legendák. Az iszmá'iliták mítoszai; ford. Hajnal István, közrem. Major Balázs; Osiris, Budapest, 2000
- Az iszmá'iliták rövid története. Egy muszlim közösség hagyományai; ford. Hajnal István; L'Harmattan, Budapest, 2006